# Doctor Who: Destiny of the Doctors
A Doctor Who: Destiny of the Doctors egy számítógépes játék a Doctor Who című brit sci-fi sorozatból. A játékok 1997. december 5-én adta ki a BBC Multimedia. A játékot Windows 95-re tervezték, és minden későbbi Windows-zal lehet futtatni, habár az XP-n és a Vistán találhatók kompatibilitási gondok.
A játékot kiadták az Egyesült Királyságban, Írországban, Ausztráliában és több európai országban. Terjedtek pletykák felújított változatról, hogy kibővítik az új sorozattal, de alaptalanul.
A történetet Terrance Dicks írta, aki többször is közreműködött a régi sorozat készítésében.

## Színészek
Szinkronhangok
- Az első és második Doktor: David Coker (William Hartnell és Patrick Troughton korábban elhunytak)
- A harmadik Doktor: Jon Pertwee (†1996, archív felvételeken)
- A negyedik Doktor: Tom Baker
- Az ötödik Doktor: Peter Davison
- A hatodik Doktor: Colin Baker
- A hetedik Doktor: Sylvester McCoy
- Lethbridge-Stewart dandártábornok: Nicholes Courntey
- Az ellenségek hangjai nem ismertek

Élőszereplős jelenetek
- A Mester: Anthony Ainley

## Történet
A Doktor nemezise, a Mester elfoglalta a Sirolas bolygót, hogy a bolygó erejével meghódítsa a világegyetemet. De először a Doktor első hét regenerációját távolítja el. Azonban Graak (a Doktor teremtménye) elvállalja, hogy a Doktort megmenti, és a Mester terveit megállítja.

## Játékmenet
A játék nagy része a Doktor (és esetenként a Mester) TARDIS-ában játszódik. A játék a negyedik Doktor idején kezdődik, de a játékos kiválaszthatja, hogy melyik Doktor korát válassza.
A játékban meg kell találni különféle tárgyakat az adott Doktorokhoz, valamint szembe kell szállni olyan ellenségekkel, mint a Dalek, Cyberman, Auton. A szörnyeket különféle tárgyakkal lehet ártalmatlanítani vagy megölni. Egyes tárgyakat egy-egy küldetés során kell magukkal vinni, mint a Szónikus Csavarhúzú, vagy egy rádiót, ami által tanácsokat lehet kapni a Dandártábornoktól. Más tárgyakat ideiglenesen lehet használni, mint a Dalekanium, vagy a locsolókanna.
A játékban 28 feladatot kell teljesíteni.
Ha a játékos visszatér a TARDIS bejáratához, ki kell állni egy próbát, amit követően kihívjuk a Mestert egy versenyben. Ha sikerül, akkor az adott Doktor felszabadul:
- Első Doktor: Az Égi Játékkészítő Játékdoboza körül kell hajszázni
- Második Doktor: Versenyezni a Mester ellen a londoni metróban
- Harmadik Doktor: megtalálni, és elpusztítani a dalek hajót
- Negyedik Doktor: a Doktor fejének labirintusát kell bejárni
- Ötödik Doktor: lovagi tornán kihívni a szontárit
- Hatodik Doktor: a Mars jeges vadonjában megkeresni a Doktort
- Hetedik Doktor: legyőzni a Mester-t autóversenyben

## Recepció
A játék vegyes kritikákat kapott.
Az AllGame 5 pontból 2,5 adott a játékra.

## Fordítás
Ez a szócikk részben vagy egészben  a   Dalek Attack című angol Wikipédia-szócikk fordításán alapul.  Az eredeti cikk szerkesztőit annak laptörténete sorolja fel. Ez a jelzés csupán a megfogalmazás eredetét és a szerzői jogokat jelzi, nem szolgál a cikkben szereplő információk forrásmegjelöléseként.